# Galerie G99
Galerie G99 je pojmenovaná podle roku svého vzniku – 1999. Je součástí Domu umění města Brna. Od počátku byla galerií téměř výhradně orientovanou na umění mladých umělců a také na brněnskou scénu, navazovala na program bývalé Galerie mladých v Brně. Zpočátku byly výstavy pořádány v Domě U rudého vola na Kobližné ulici č. 2, pak galerie v letech 2001–2003 působila na Benešově ulici č. 8 (ředitelství České pošty), od roku 2003 sídlí v Domě pánů z Kunštátu (nejprve v suterénu, od roku 2007 v přízemí – bývalý Kabinet fotografie Jaromíra Funka). Od roku 2017 spadá pod rezidenční program mladých tuzemských a zahraničních umělců Domu umění města Brna – Brno Artists in Residence.
G99 se věnuje současnému vizuálnímu, experimentálnímu, převážně intermediálnímu umění v mezinárodním kontextu a ve spojení se specifickým místem působení. 

## Významné akce
- 2000/2001 Osobní rituály
- 2001/2002 Skupina Pondělí: Velká přestávka
- 2002 Láska nebo naděje
- 2002 A. K. T. 3 – Mezi realitou a fikcí – Performance meeting

## Kurátoři
- František Kowolowski (1999–2010)